# Pirəköcə
Pirəköcə è un comune dell'Azerbaigian situato nel distretto di Kürdəmir.